# Panamerikanische Spiele 2003 (Badminton)/Herreneinzel

Badminton wurde bei den Panamerikanischen Spielen 2003  in Santo Domingo in der Dominikanischen Republik gespielt. Die Wettkämpfe dauerten vom 8. bis 15. August. Folgend die Ergebnisse in Herreneinzel.

## Ergebnisse
- Ricardo Trevelin –  Darron Charles: 15-5 / 15-6
- Raju Rai –  Ryan Holder: 15-1 / 15-6
- Mitchel Wongsodikromo –  Kerwyn Pantin: 15-4 / 15-10
- Javier Jimeno –  Bradley Graham: 15-8 / 15-12
- Mike Beres –  Kevin Cordón: 15-6 / 15-4
- Hugo Madsen –  Pedro Pena: 15-9 / 15-3
- Andrew Dabeka –  Joaquin Berrios: 15-4 / 15-2
- Virgil Soeroredjo –  Emelio Mendez: 15-4 / 15-9
- Santiago Bugallo –  Hector Javier Pena: 15-8 / 15-1
- Erick Anguiano –  Nelson Javier: 15-5 / 15-2
- Kyle Hunter –  Lucas Araújo: 15-4 / 15-12
- Charles Pyne –  Anil Seepaul: 15-11 / 15-4
- Andrés Corpancho –  Andre Padmore: 15-6 / 15-1
- Pedro Yang –  Ricardo Trevelin: 15-3 / 15-0
- Raju Rai –  Mitchel Wongsodikromo: 15-2 / 15-9
- Rodrigo Pacheco –  Javier Jimeno: 15-7 / 15-4
- Mike Beres –  Hugo Madsen: 15-3 / 15-0
- Andrew Dabeka –  Virgil Soeroredjo: 15-4 / 15-12
- Erick Anguiano –  Santiago Bugallo: 15-0 / 15-2
- Kyle Hunter –  Charles Pyne: 15-8 / 15-7
- Guilherme Pardo –  Andrés Corpancho: 15-13 / 6-15 / 17-16
- Pedro Yang –  Raju Rai: 15-13 / 15-6
- Mike Beres –  Rodrigo Pacheco: 10-15 / 15-0 / 15-9
- Andrew Dabeka –  Erick Anguiano: 15-1 / 15-7
- Kyle Hunter –  Guilherme Pardo: 15-10 / 9-15 / 15-11
- Mike Beres –  Pedro Yang: 15-6 / 15-11
- Andrew Dabeka –  Kyle Hunter: 15-12 / 15-7
- Mike Beres –  Andrew Dabeka: 11-15 / 15-12 / 15-6